# Manuel Assunção
Manuel António Cotão de Assunção GCIP (Sousel, Sousel, 1952) é um professor catedrático português, antigo reitor da Universidade de Aveiro.
Licenciou-se em Física na Faculdade de Ciências da Universidade de Lisboa e obteve o seu doutoramento na Universidade de Warwick, enquanto trabalhava no laboratório de Glass ceramics. Atualmente, leciona as cátedras do departamento de física da Universidade de Aveiro e exerceu as funções de reitor de fevereiro de 2010 a maio de 2018, sucedendo a Helena Nazaré.
Foi eleito por três vezes presidente da EUCEN, European University Continuing Education Network, e é investigador no I3N, Instituto de Nanoestruturas, Nanomodelação e Nanofabricação.
A 30 de julho de 2018, foi agraciado com a Grã-Cruz da Ordem da Instrução Pública.

## Obras
- Introdução à Física Quântica e Estatística[5]